# DRK-Landesverband Sachsen

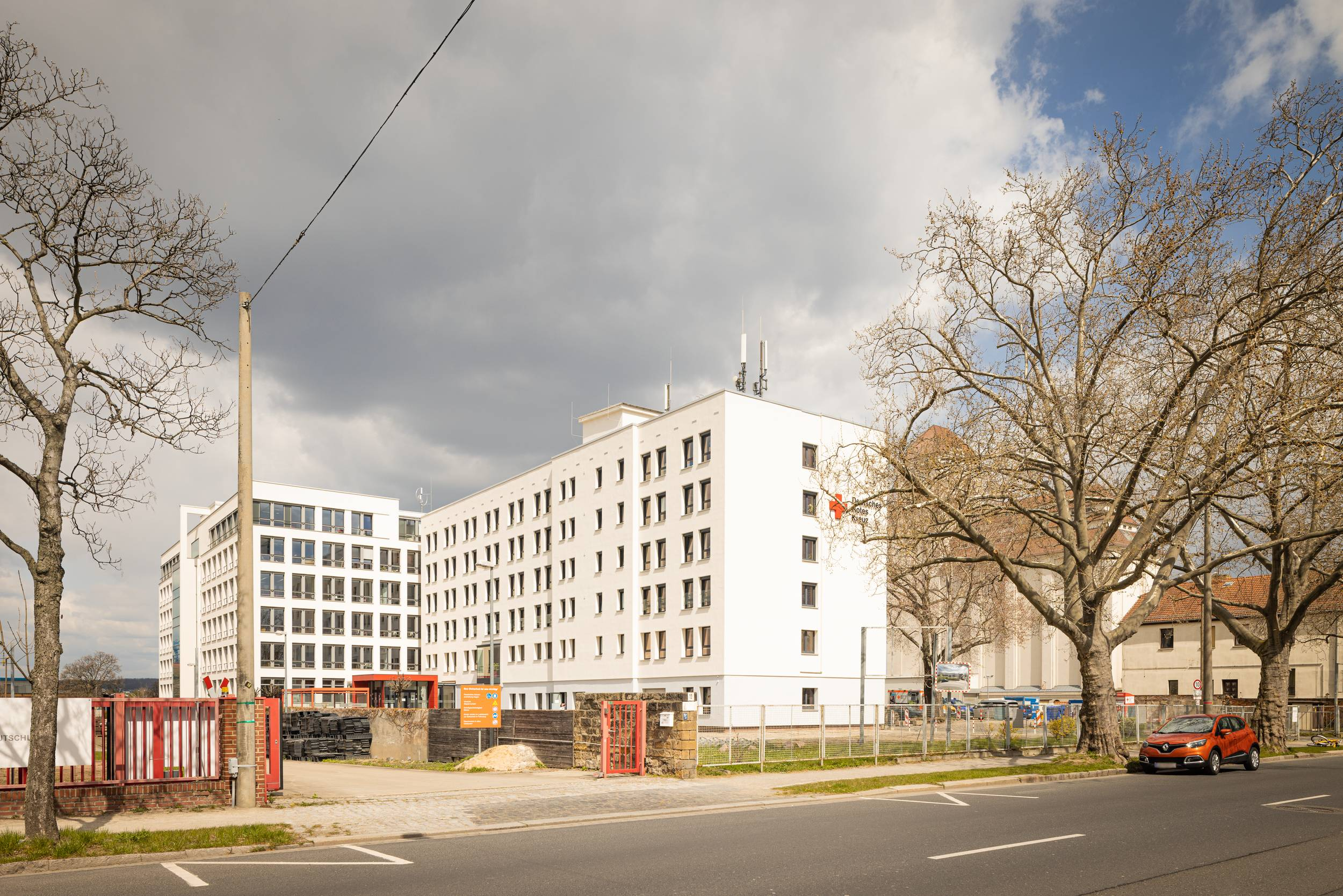
Geschäftsstelle des DRK-Landesverband Sachsen in Dresden

Der Deutsches Rotes Kreuz Landesverband Sachsen e.V. ist einer von 19 Landesverbänden des Deutschen Roten Kreuzes (DRK) mit Sitz in Dresden. Er hat mehr als 77 Tausend Mitglieder. Amtierender Präsident ist Peter S. Kaul, Vorstandsvorsitzende ist seit April 2024 Nicole Porzig, zuvor war Rüdiger Unger 22 Jahre lang im Amt.

## Aufgaben
Der Verband nimmt als freiwillige Hilfsgesellschaft für die deutschen Behörden im humanitären Bereich die Aufgaben wahr, die sich aus den Genfer Abkommen von 1949, ihren Zusatzprotokollen und dem DRK-Gesetz ergeben.
Die Zwecke des Vereins sind nach der Satzung:
- die Förderung der Jugend- und Altenhilfe
- die Förderung des Wohlfahrtswesens, insbesondere der Zwecke der amtlich anerkannten Verbände der freien Wohlfahrtspflege (§ 23 der Umsatzsteuer-Durchführungsverordnung)
- die Förderung der Hilfe für politisch, rassisch oder religiös Verfolgte, für Flüchtlinge, Vertriebene, Aussiedler, Spätaussiedler, Kriegsopfer, Kriegshinterbliebene, Kriegsbeschädigte und Kriegsgefangene, Zivilbeschädigte und Behinderte sowie Förderung des Suchdienstes für Vermisste
- die Förderung des Katastrophen- und Zivilschutzes;
- die Förderung internationaler Gesinnung, der Toleranz auf allen Gebieten der Kultur und des Völkerverständigungsgedanken
- die Förderung des bürgerschaftlichen Engagements zugunsten gemeinnütziger, mildtätiger Zwecke
- Förderung des öffentlichen Gesundheitswesens und der öffentlichen Gesundheitspflege
- Förderung der Entwicklung nationaler Rotkreuz- und Rothalbmond-Gesellschaften im Rahmen der Satzungen und Statuten der Rotkreuz- und Rothalbmondbewegung

Die Satzungszwecke werden durch folgende Aufgaben verwirklicht:
- Verbreitung der Kenntnis des Humanitären Völkerrechts sowie der Grundsätze und Ideale der internationalen Rotkreuz- und Rothalbmond-Bewegung
- Hilfe für die Opfer von bewaffneten Konflikten, Naturkatastrophen und anderen Notsituationen
- Verhütung und Linderung menschlicher Leiden, die sich aus Krankheit, Verletzung, Behinderung oder Benachteiligung ergeben
- Förderung der Gesundheit, der Wohlfahrt, der Jugend und der Bildung
- Förderung der Arbeit mit Kindern und Jugendlichen, Förderung der Tätigkeit und Zusammenarbeit seiner Mitgliedsverbände,
- Suchdienst und Familienzusammenführung, Förderung der Rettung aus Lebensgefahr (u. a. Bergrettung, Wasserrettung) einschließlich der dazugehörenden Aktivitäten, wie Rettungsschwimmen sowie die Durchführung rettungssportlicher Übungen und Wettbewerbe
- Verantwortung für die Spende von Blut und Blutbestandteilen zur Versorgung der Bevölkerung mit verbandlichen Blutprodukten
- Verwaltung von gemeinnützigen Stiftungen in der Form von selbständigen Stiftungen und Treuhandstiftungen
- sowie den Zweck und die vorstehenden Aufgaben fördernde Betätigungen, auch wirtschaftlicher Art

## Geschichte

### Entwicklung bis 1921
Am 7. Juni 1866 wurde der Internationale Hilfsverein zur Pflege im Krieg verwundeter und erkrankter Soldaten für das Königreich Sachsens gebildet. Der erste Einsatz fand einen Monat später im Preußisch-Österreichischen Krieg für das Sächsische Rote Kreuz in der Schlacht von Königgrätz (Böhmen) statt. Die sorbische Kaufmannsfrau Marie Simon gründete mit dem Schutz der Prinzessin Carola im August 1867 den Verein Albertinerinnen, welcher in Rot-Kreuz-Schwestern umbenannt wurde. Die Schwestern versorgten neben den verwundeten Soldaten bereits die zivile Bevölkerung. Als ideelles Gründungsdatum wird der 25. Oktober 1866 mit dem Beitritt zu den Genfer Abkommen betrachtet. Bereits 1917 gab es 65 Zweigvereine mit 11.227 Mitgliedern.

### Landesverband von 1921 bis 1990
Am 25. Januar 1921 wurde in Bamberg das Deutsche Rote Kreuz gegründet und die sächsischen Landesvereine wurden Teil des Deutschen Roten Kreuzes. In der Weimarer Republik wurde das Deutsche Rote Kreuz durch den Beitritt zur Internationalen Liga der Rotkreuzgesellschaften als Wohlfahrtsorganisation etablieren. Nach der Gleichschaltung im Nationalsozialismus, anschließenden Auflösung durch die Alliierten und Neugründung in DDR und BRD gab es 1990 die Wiedervereinigung zum Deutschen Roten Kreuz.

### Entwicklung nach 1990
Durch die Vereinigung des Deutschen Roten Kreuz aus DDR und BRD kam es am 19. Mai 1990 zur Gründung des Deutsches Rotes Kreuz Landesverband Sachsen e.V.

### Namensentwicklung
Der Landesverband wurde mehrfach, auch aufgrund struktureller Veränderungen, umbenannt:
- 1866 bis 1869: Internationale Hilfsverein zur Pflege im Krieg verwundeter und erkrankter Soldaten für das Königreich Sachsens
- 1869 bis 1899: Landesverein zur Pflege verwundeter und erkrankter Krieger im Königreich Sachsen
- 1899 bis 1919: Landesverein vom Roten Kreuz im Königreich Sachsen
- 1919 bis 1937: Landesverein vom Roten Kreuz in Sachsen
- 1937 bis 1945: unselbstständige Landesstelle IV
- 1952 bis 1990 gab es im Deutschen Roten Kreuz der DDR einzelne Bezirke
- seit 1990: Deutsches Rotes Kreuz Landesverband Sachsen e.V.

### Präsidenten des DRK-Landesverbandes
| Zeitraum    | Präsident                           |
| ----------- | ----------------------------------- |
| 1990 – 1993 | Holger Löser                        |
| 1993 – 1994 | Gerd Zinnemann                      |
| 1994 – 1998 | Eberhard Vater                      |
| 1998 – 1999 | Helga Bellmann                      |
| 1999 – 2006 | Josef Höß                           |
| 2006 – 2008 | Helmut Weidelener                   |
| 2009 – 2013 | Eginhart Lehmann († 3. Januar 2013) |
| 2013 – 2023 | Holger Löser                        |
| seit 2023   | Peter Simon Kaul                    |

## Gliederung und Aufbau
Der DRK-Landesverband Sachsen ist ein eingetragener Verein in der zweiten Ebene der Organisationsstruktur. Das Kennzeichen des Verband ist das völkerrechtlich anerkannte Rote Kreuz auf weißem Grund. Das Recht zur Führung wird durch den Bundesverband vermittelt.

### Mitgliedsverbände
Das Gebiet des DRK-Landesverband Sachsen ist das des Freistaat Sachsen. Er besteht aus 38 Kreisverbänden und 171 Ortsvereinen.
Die Kreisverbände sind:
- Akademischer Kreisverband Leipzig e.V.
- Annaberg-Buchholz e.V.
- Aue-Schwarzenberg e.V.
- Auerbach e.V.
- Bautzen e.V.
- Chemnitz e.V.
- DRK Zentrum Plauen/Vogtland e.V.
- Delitzsch e.V.
- Dippoldiswalde e.V.
- Dresden e.V.
- Dresden-Land e.V.
- Döbeln-Hainichen e.V.
- Eilenburg e.V.
- Freiberg-Rochlitz e.V.
- Freital e.V.
- Geithain e.V.
- Glauchau e.V.
- Großenhain e.V.
- Görlitz Stadt und Land e.V.
- Hohenstein-Ernstthal e.V.
- Klingenthal e.V.
- Leipzig Land e.V.
- Leipzig-Stadt e.V.
- Löbau e.V.
- Meißen e.V.
- Mittleres Erzgebirge e.V.
- Muldental e.V.
- Oelsnitz/Vogtland e.V.
- Pirna e.V.
- Riesa e.V.
- Sebnitz e.V.
- Stollberg e.V.
- Torgau-Oschatz e.V.
- Vogtland/Reichenbach e.V.
- Weißwasser e.V.
- Zittau e.V.
- Zwickau e.V.
- Zwickauer Land e.V.

### Einrichtungen und Beteiligungen
Der DRK-Landesverband Sachsen ist, nach Einbringung ihres DRK-Blutspendedienst Nord - Ost gemeinnützige GmbH als Tochtergesellschaft, Gesellschafter des DRK -Blutspendedienst Baden-Württemberg-Hessen gemeinnützige GmbH.